# Unni Kristiansen
Unni Kristiansen ist eine frühere norwegische Biathletin.
Unni Kristiansen gehörte gegen Ende der 1980er und zu Beginn der 1990er Jahre zum Nationalkader Norwegens und kam im Biathlon-Weltcup zum Einsatz. Erste Punkte gewann sie 1989 als 13. Eines Einzels in Steinkjer. Bei den Biathlon-Weltmeisterschaften 1991 in Lahti gewann sie mit Synnøve Thoresen, Signe Trosten und Hildegunn Fossen im Mannschaftswettbewerb die Bronzemedaille hinter den Teams aus der Sowjetunion und Bulgariens. 
National gewann Kristiansen 1988 bei den Meisterschaften in Tingvoll und Dombås mit Siv Bråten-Lunde und Elin Kristiansen ebenso wie 1989 in Sørskogsbygda mit Nina Søndmør und Elin Kristiansen für die Region Hedmark startend die Silbermedaille. Den ersten Titel gewann sie 1990 in Voss mit Ann-Elen Skjelbreid und Elin Kristiansen im Mannschaftsrennen, zudem gewann sie mit Lene Teksum und Elin Kristiansen Bronze im Staffelrennen. 1991 kam in Steinkjer an der Seite Skjelbreids und Kristiansens eine weitere Silbermedaille im Staffelrennen hinzu. Im Sprint gewann sie hinter Grete Ingeborg Nykkelmo und Anne Elvebakk mit Bronze ihre erste Einzelmedaille. 1992 gewann Kristiansen in Skrautvål erneut den Titel mit der Mannschaft, Silber kam erneut im Staffelrennen hinzu. Im Einzel gewann sie 1993 hinter Hildegunn Fossen-Mikkelsplass und Åse Idland Bronze. 1995 wurde sie in Fet Doppelmeisterin mit der Staffel und im Mannschaftsrennen. Im Jahr darauf gewann sie in Brumunddal im Staffelrennen mit Lene Teksum und Annette Sikveland ihren letzten Titel. Mit der Mannschaft kam ebenso wie 1998 im Einzel eine Bronzemedaille hinzu, die sie hinter Liv Grete Skjelbreid und Ann-Elen Skjelbreid gewann.

## Biathlon-Weltcup-Platzierungen
Die Tabelle zeigt alle Platzierungen (je nach Austragungsjahr einschließlich Olympische Spiele und Weltmeisterschaften).
- 1.–3. Platz: Anzahl der Podiumsplatzierungen
- Top 10: Anzahl der Platzierungen unter den ersten zehn (einschließlich Podium)
- Punkteränge: Anzahl der Platzierungen innerhalb der Punkteränge (einschließlich Podium und Top 10)
- Starts: Anzahl gelaufener Rennen in der jeweiligen Disziplin

| Platzierung                               | Einzel | Sprint | Verfolgung | Massenstart | Team | Staffel | Gesamt |
| ----------------------------------------- | ------ | ------ | ---------- | ----------- | ---- | ------- | ------ |
| 1. Platz                                  |        |        |            |             |      |         |        |
| 2. Platz                                  |        |        |            |             |      |         |        |
| 3. Platz                                  |        |        |            |             | 1    |         | 1      |
| Top 10                                    |        |        |            |             | 1    |         | 1      |
| Punkteränge                               | 1      |        |            |             | 1    |         | 2      |
| Starts                                    | 3      | 3      |            |             | 1    |         | 7      |
| Stand: Karriereende, Daten nicht komplett |        |        |            |             |      |         |        |